# 大柳乡 (十堰市)
大柳乡，是中华人民共和国湖北省十堰市郧阳区下辖的一个乡镇级行政单位。

## 行政区划
大柳乡下辖以下地区：
杨家村、十字沟村、金堂村、左溪寺村、黄龙庙村、松树湾村、大柳树村、余粮村、华家河村、杠子沟村、双坪村和白泉村。